# Večići
Večići es una aldea en Bosnia y Herzegovina. Se encuentra en el municipio de Kotor Varoš, en el centro de Bosnia y Herzegovina. Se extiende a través de Večićko polje (campo de Večići), cerca de la desembocadura de Cvrcka (en el río Vrbanja), y Vrbanjci, un pueblo más grande.
En 1991 su población era de 1744 habitantes. En 2013 eran 797, todos ellos bosnios.
Durante la guerra de Bosnia, la aldea era una bolsa de la resistencia bosnia contra el ejército y las fuerzas policiales serbobosnias. Sufrió graves daños, incluida la destrucción de la mezquita de la aldea. La antropóloga Madelyn Iris señaló que

"No home had been left undamaged, and no extended family had been left entirely intact."

 Algunos de los aldeanos murieron en una masacre en la cercana Grabovica en noviembre de 1992 y 150-200 hombres y niños murieron en la escuela de la aldea. A partir de 2017, estas personas siguen en la lista de personas desaparecidas.

## Otros sitios web
- Fotografías de Večići

- Datos: Q1254466